# سلوى نور الدين
سلوى نور الدين (4 فبراير 1955 -)، ممثلة سورية.

## حياتها
من مواليد دمشق، مثلت في العديد من المسلسلات والسهرات والأفلام التلفزيونية عرفت بدورها في المسلسل السعودي المشترك عودة عصويد، اعتزلت مبكراً بهدوء ولم تترك بصمة.

## من أعمالها
- 1985: مسلسل عودة عصويد.
- 1985: مسلسل حصاد السنين .
- 1986: مسلسل الدروب القصيرة.
- 1989: فيلم سواقة التاكسي.